# Pylochelidae
Pylochelidae é uma família de caranguejos-eremita (Paguroidea) que se distinguem dos restantes membros da da infraordem Anomura por apresentarem simetria bilateral completa, estando ausente o crescimento assimétrico das quelas e dos apêndices que caracterizam aquele taxon. O grupo tem distribuição natural alargada, ocorrendo em todos os oceanos com exceção do Ártico e do Antártico, em profundidades entre os 100 m e os 2200 m. Devido à sua natureza críptica e relativa escassez, apenas cerca de 60 espécimes tinham sido descritos antes de 1987, quando foi publicada uma monografia descrevendo outros 400 exemplares.

## Descrição
Ao contrário de outros caranguejos-eremita, os membros da família Pylochelidae não apresentam morfologia corporal marcadamente assimétrica, caracterizando-se por um corpo em rectilíneo e igual número de apêndices em ambos os lados. Esta característica, juntamente com a calcificação parcial do abdómen, que é mole na maioria dos outros caranguejos-eremitas, levou Edward J. Miers, ao descrever a primeira espécie, a considerar o grupo como representativo de uma transição entre os Anomura e os Macrura, o grupo dos crustáceos decápodes de cauda longa, como as lagostas e camarões. Outro aspecto diferenciador resulta da observação de que os membros da família Pylochelidade não costumam habitar conchas de gastrópodes, mas em vez disso abrigam-se em aberturas em pedaços apodrecidos de madeira, fendas em pedras e rochas, conchas tubulares de Scaphopoda (especialmente Dentaliidae), colónias vivas de esponjas pedaços de bambu ou manguezais. As suas quelas (pinças) estão em muitos casos adaptadas para formar um opérculo que fecha a entrada para o abrigo do animal.
Apesar da família ter distribuição global, a maior diversidade do grupo está concentrada no Indo-Pacífico, com apenas quatro espécies conhecidas no Atlântico ocidental e Mar das Caraíbas (Cheiroplatea scutata, Pylocheles agassizii, Bathycheles cubensis e Mixtopagurus paradoxus). Os crustáceos da família Pylochelidae ocorrem a uma grande diversidade de profundidades, tendo sido assinalados desde os 100 aos 2200 m, com a maioria das ocorrências entre os 200 e os 500 m de profundidade.

## Géneros
A família Pylochelidae contém 41 espécies repartidas por 10 géneros:
- Bathycheles – 6 espécies
- Cancellocheles – 1 espécie
- Cheiroplatea – 6 espécies
- † Cretatrizocheles – 1 espécie
- Forestocheles – 1 espécie
- Mixtopagurus – 1 espécie
- Pomatocheles – 3 espécies
- Pylocheles – 2 espécies
- Trizocheles – 18 espécies
- Xylocheles – 2 espécies